# Sangis älv
De Sangis älv is een rivier in  Zweden, die door de gemeenten Överkalix en Kalix stroomt. De rivier begint in het Kiilijärvi en heet daar Kiilisrivier, Kiilisälv en na halve kilometer alweer een meer in, het Kiililompolo. Dat meer bestaat voor een deel uit moeras. Na drie kilometer stroomt het opnieuw een meer in: het Kypasjärv, waar het bij het dorp Kypasjärv uit wegstroomt, maar al snel komt weer het Kukasjärvi, bij het gelijknamige dorp Kukasjärvi. De rivier krijgt daar nog een naam, die wordt gebruikt Kukasrivier, Kukasjoki. De rivier stroomt daarna met veel bochten verder, komt door het Lappträsket, heeft ook lange rechte delen en bereikt dan bij de kust. Twee kilometer ten zuiden van Sangis stroomt de rivier de Sangisfjord in, een baai van de Botnische Golf. Sangis is de enige plaats van betekenis langs de rivier. De Sangis älv is 109 kilometer lang en heeft een stroomgebied van 1.230 km².
De Korpikån is de grootste zijrivier van de Sangis älv.
De Sangis älv is voor beroepsvaart ongeschikt, behalve toeristisch, en vriest in de winter dicht. Er zwemmen zalmen in de Sangis älv.